# Мецская опера

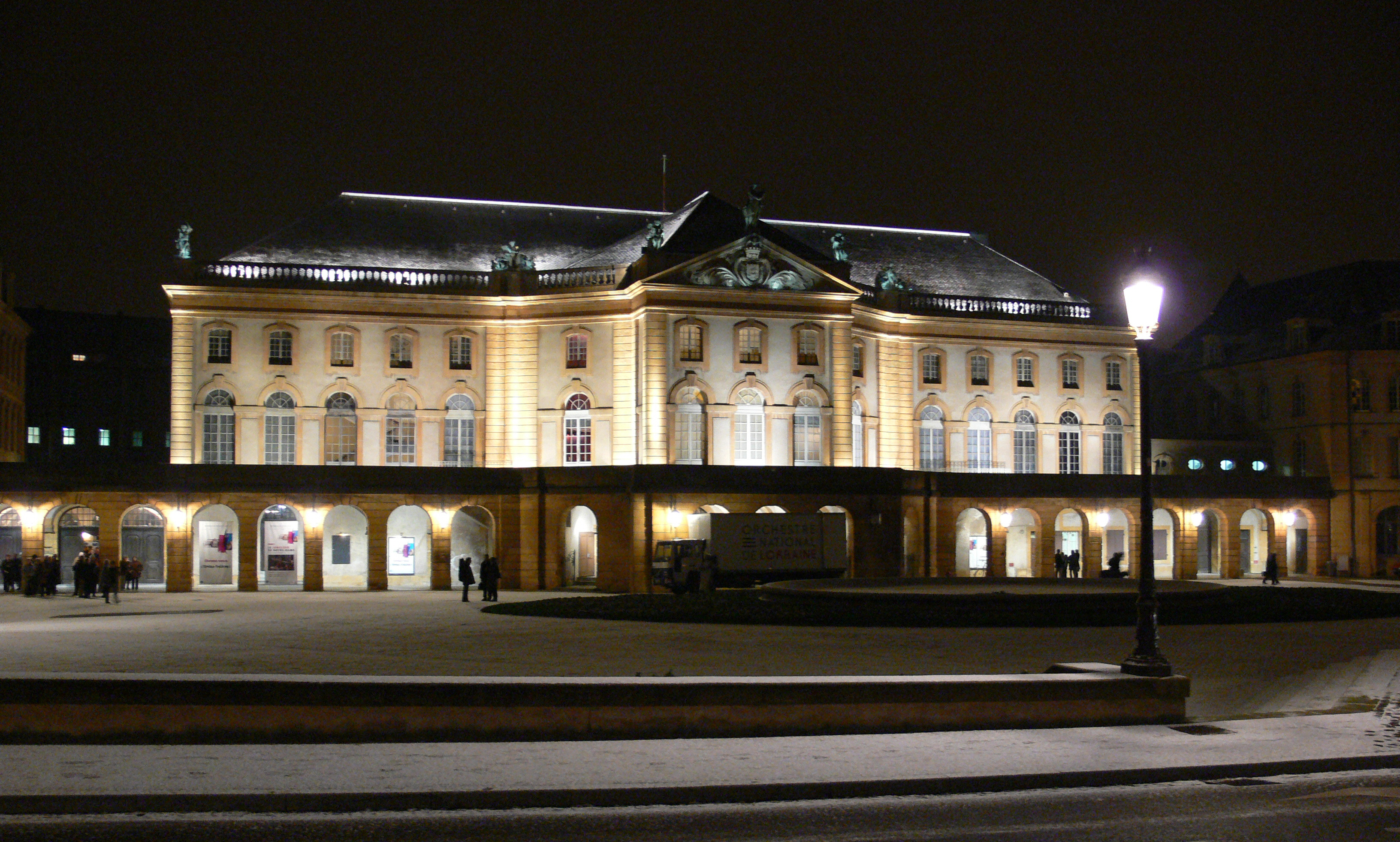
Мецская опера ночью.

Мецский оперный театр (фр. Opéra-Théâtre de Metz Métropole) — старейшая опера во Франции и одна из старейших в Европе.
Строительство оперного театра началось в 1732 году по проекту Жака Ожера. Инициатором был герцог Шарль-Луи-Огюст Фуке де Бель-Иль, тогдашний губернатор Меца и Трёх Епископств. Открыто здание неоклассического стиля было 3 февраля 1752 года. Герцог де Бель-Иль описал его как «один из самых красивых театров Франции». Тогда театр мог вместить 1382 зрителя.
Во время Великой Французской революции перед зданием была установлена гильотина. В 1858 году местным скульптором Шарлем Петром был украшен фасад аллегориями трагедии, вдохновения, лирики, комедии и музыки. В 1960-е гг после реставрации интерьера количество мест в зале снизилось до 750. Последнее изменение оперного театра датируется 1981-1982 гг.
Хотя опера в Меце и старейшая в стране, статус лотарингской национальной оперы получил театр в Нанси.